# Тушув-Малий
Тушув-Малий (пол. Tuszów Mały) — село в Польщі, у гміні Тушув-Народовий Мелецького повіту Підкарпатського воєводства. Населення — 197 осіб (2011).
У 1975—1998 роках село належало до Ряшівського воєводства.

## Демографія
Демографічна структура станом на 31 березня 2011 року:
|          | Загалом | Допрацездатний вік | Працездатний вік | Постпрацездатний вік |
| -------- | ------- | ------------------ | ---------------- | -------------------- |
| Чоловіки | 102     | 25                 | 65               | 12                   |
| Жінки    | 95      | 14                 | 64               | 17                   |
| Разом    | 197     | 39                 | 129              | 29                   |